# Isabel Cristina Estrada
Isabel Cristina Estrada (née Isabel Cristina Estrada Cano le 21 janvier 1980 à Medellín, Colombie), est une actrice et mannequin colombien.

## Biographie
Elle se marie avec le chanteur colombien Lucas Arnau et divorce en août 2015.

## Carrière
Isabel Cristina Estrada étudie l'ingénierie des systèmes à EAFIT. Elle intègre la sélection de volleyball de Antioquia. Elle participe au concours de beauté Miss Colombie comme Miss Antioquia en 2001 et obtient le prix El Premio de Mejor Compañera. En 2002, elle est élue Reine de la Banane (Reina Mundial del Banano). 
En 2005, elle participe au reality show Nómadas. 
Elle fait sa première apparition à la télévision colombienne en 2007 avec le rôle de Lizeth dans Nuevo Rico, nuevo pobre.

## Filmographie

### Telenovelas
- 2007 : Nuevo rico, nuevo pobre (Caracol Televisión) : Lizeth
- 2009 : Los Victorinos (Citytv (Bogotá)) : Gloria Pérez
- 2009 : Todas odian a Bermúdez (Caracol Televisión) : Paola Rincón
- 2011 : La teacher de inglés (Caracol Televisión)
- 2011 : El Joe, la leyenda (RCN Televisión) : Aura de Estrada
- 2013 : Doubles Jeux (¿Quién eres tú?) (R.T.I.) : Francisca Román
- 2014 : La suegra : Margarita Burgos
- 2015 : ¿Quién mató a Patricia Soler? : Angélica
- 2016 : Mujeres asesinas (RCN Televisión) : Las Buitrago, las hermanas"
- 2016 : Yo soy Franky (Nickelodeon) : Sara

## Théâtre
- 2008 : Se le tiene pero se demora

## Nominations et récompenses

### Premios TVyNovelas
| Année | Catégorie                                     | Telenovela ou Série     | Résultat |
| ----- | --------------------------------------------- | ----------------------- | -------- |
| 2015  | Meilleure actrice antagoniste de telenovela   | La suegra               | Nommée   |
| 2012  | Meilleure actrice de répertoire de telenovela | El Joe, la leyenda      | Nommée   |
| 2008  | Meilleure actrice révélation                  | Nuevo rico, nuevo pobre | Gagnante |

### Premios India Catalina
| Année | Catégorie                                     | Telenovela ou Série | Résultat |
| ----- | --------------------------------------------- | ------------------- | -------- |
| 2012  | Meilleure actrice de répertoire de telenovela | El Joe, la leyenda  | Nommée   |